# باتريك لونش
باتريك لونش (بالإنجليزية: Patrick Lynch)‏ هو سياسي أسترالي، ولد في 24 مايو 1867 في جمهورية أيرلندا، وتوفي في 15 يناير 1944 في أستراليا. حزبياً، نشط في حزب العمال الأسترالي (1904 – 1917) وNationalist Party (Australia) ‏ (1917 – 1931) وحزب أستراليا المتحدة (1931 – 1938). وقد انتخب عضو الجمعية التشريعية لأستراليا الغربية وانتخب President of the Senate (Australia) ‏ (31 أغسطس 1932 – 30 يونيو 1938) وانتخب عضو مجلس الشيوخ الأسترالي ‏ عن دائرة أستراليا الغربية (1 يوليو 1907 – 30 يونيو 1938).